# آن شب (فیلم ۱۹۹۲)
آن شب (انگلیسی: That Night؛ با عنوان اصلی یک تابستان داغ، به انگلیسی: One Hot Summer) فیلم درام عاشقانه محصول سال ۱۹۹۲ و به کارگردانی و نوشتهٔ کریگ بولوتین است. در این فیلم بازیگرانی همچون سی توماس هوول، جولیت لوئیس، الیزا دوشکو، هلن شیور، جین اسمیت-کمرون، کاترین هیگل ایفای نقش کرده‌اند.
این فیلم اولین نمایش سینمایی الیزا دوشکو و کاترین هایگل است.